# ТЕС Єзі
ТЕС Єзі — теплова електростанція в центральній частині Італії у регіоні Марке, провінція Анкона. Використовує технологію комбінованого парогазового циклу.
Введена в експлуатацію у 2001 році, станція має один енергоблок потужністю 125 МВт. У ньому встановили одну газову турбіну потужністю 85 МВт, яка через котел-утилізатор живить одну парову турбіну з показником 40 МВт.
Як паливо станція використовує природний газ.
Для видалення продуктів згоряння із котла-утилізатора спорудили димар висотою 35 метрів.
Зв'язок з енергомережею відбувається по ЛЕП, розрахованій на роботу із напругою 132 кВ.
Окрім виробництва електроенергії ТЕС також постачала теплову енергію сусідньому цукровому заводу Sadam di Jesi, проте він був закритий у 2008 році.